# Caty Juan de Corral
Caty Juan de Corral  (Palma de Mallorca 16 de diciembre de 1926 - 11 de noviembre de 2014)  escritora, periodista y gastrónoma española. Desarrolló un intenso trabajo literario y periodístico: tiene publicadas  seis novelas, 10 cuentos y 11 libros de cocina. Empezó a escribir por las noches durante las temporadas en que su marido, Luis Corral,  navegaba. Al publicar su primera novela, y como muestra de afecto, decidió sumar el apellido de éste al suyo propio, decisión que mantendría a lo largo de toda su carrera literaria. 

## Trayectoria profesional
Como periodista  colaboró en diarios y revistas como ABC, Baleares, Blanco y Negro, Última Hora, Diario de Mallorca, Tele/eXprés, Diario Femenino, Yate y Motonáutica, Sábado Gráfico, Diario de Sevilla o Gaceta Ilustrada, entre otras publicaciones.
También destacó como escritora y periodista en el ámbito gastronómico, donde adquirió relevancia por su tarea de investigación, recuperación, difusión y defensa de la cocina popular y de mercado, recetario y el producto de las Islas Baleares.  Colaboró en revistas como Sobremesa y Gourmets. Entre 1980 y 2012 estuvo publicando  dos artículos semanales en los que ofrecía información sobre la actualidad en los mercados así como dos recetas de temporada, muchas de ellas creadas para la ocasión  en Última Hora . En 2009 fue nombrada presidenta de honor de la Asociación de Periodistas y Escritores Gastronómicos de Baleares.

## Obra literaria
- Ropa tendida (1958) novela
- La mentira (Diario Baleares 1958) cuento
- Vino y pan mojado (Semanario Santañí 1958) cuento
- El niño Matías (Diario Regional de Valladolid 1958) cuento
- El duendecillo del fuego (Revista Visor 1958) cuento
- Los peces de colores (Yate y Motonáutica 1964) cuento
- El Lobo de mar (Yate y Motonáutica 1964) cuento
- El llomarin  (ABC de Madrid 1964)  cuento
- Un paso hacia la calle (1967) novela
- La herida (1968) novela
- Los hombres muertos (Última Hora 1968) cuento
- Monólogo de la hija número cinco de Vicente Orfila Rovellada (La Estafeta Literaria 1969)  cuento
- El portal de las marcelinas  (Gaceta Ilustrada 1970)  cuento
- Una pared de adobes (1971) novela
- La támbara (1973) novela
- La noche del calamar (1976) novela

## Premios
- 1971 - Premio Ciutat de Tarrassa por Una pared de adobes (novela)
- 1972 - Premio Armengot  (Castellón) por La tambara (novela)
- 1973 - Premio Ciutat de Girona  por Flores silvestres para mi (novela)
- 1976 - Premio Café Gijón por La noche del calamar[2] (novela)
- 2007 - Premio Ramon Llull (Gobierno de las Islas Baleares) por su trayectoria artística, literaria y de investigación y divulgación de la gastronomía de Baleares.[3][4]

## Trayectoria artística
Paralelamente a su tarea como escritora y bajo la firma de Caty Juan, fue pintora. Desde 1948 y hasta su muerte realizó 48 exposiciones individuales en Palma de Mallorca, Barcelona, Madrid y otras ciudades españolas, así como en París (1964), Hannover (1991) o Carcasona, además de participar en múltiples colectivas.Su pintura se caracteriza por la fuerza del dibujo y del color, considerándose el mejor exponente de la nueva figuración mallorquina. Además de pintura, Caty Juan también se adentró en el grabado, escultura, cerámica o el tapiz.
En su etapa abstracta, entre los años 1958 y 1962, fue miembro del Grupo Tago uno de los pocos y más importantes grupos de tendencia de vanguardia surgidos durante los años de la posguerra española. Desde el año 1986 hasta su defunción, fue miembro de la Real Academia de Bellas Artes de San Sebastián. Su obra se encuentra expuesta en diversos museos y colecciones,  como el Museo del Grabado de la Biblioteca Nacional (Madrid) y la colección Duquesa de Alba